# Lejeunea chiapae
Lejeunea chiapae là một loài Rêu trong họ Lejeuneaceae. Loài này được X.-L. He mô tả khoa học đầu tiên năm 1995.